# Эмли Старр
Мари-Кристин Марелс (нидерл. Marie-Christine Mareels; род. 5 сентября 1958 в Ларне, Бельгия) — бельгийская певица и киноактриса, более известная под псевдонимом Эмли Старр (нидерл. Emly Starr); представительница Бельгии на конкурсе песни Евровидение 1981.
Эмли принимала участие в нескольких танцевальных и песенных конкурсах.
На Международном Песенном Фестивале Yamaha в Токио (1980) исполнительница выступила с композицией «Mary Brown», пройдя в финальную часть конкурса и заняв 8-е место. В следующем году Старр была выбрана, чтобы представить свою страну на конкурсе песни Евровидение 1981, проходившем в Дублине (Ирландия). Песня «Samson», исполненная ею во время конкурса, набрала 40 баллов и финишировала тринадцатой (из двадцати).
В 1985 она сыграла роль Эрики в фильме «Springen» Жана-Пьера де Деккера. Ей же был записан саундтрек к фильму — «Jump in the Dark». Кинофильм с её участием был представлен на получение премии «Оскар» как «Лучший иностранный фильм», но не был номинирован на получение этой награды. Из других киноработ Эмли Старр можно выделить одну из главных ролей в фильме «Santiago Lovers».

## Дискография

### Альбомы
- Emly Starr (1980)
- The Best of Emly Starr Explosion (1980)
- Emly Starr Explosion (1981)
- Greatest Hits (1982)
- The Letter (1984)

### Синглы
- Tears Of Gold (1976)
- Back to the Beatles (1977)
- Cha Cha D’Amore (1977)
- Dance of love (1977)
- No No Sheriff (1978)
- Santiago Lover (1978)
- Baby love me (1979)
- Hey Aloha (1979)
- Do Svidaanja (1980)
- Get Up (1980)
- Mary Brown (1980)
- Sweet Lips (1981)
- Let Me Sing (1981)
- Samson (1981)
- Dynamite (1982)
- Key To Your Heart (1983)
- Jump in the Dark (1986)
- Rock and roll woman (1988)